# Soulaines-sur-Aubance
Soulaines-sur-Aubance é uma comuna francesa na região administrativa da Pays de la Loire, no departamento de Maine-et-Loire. Estende-se por uma área de 12,72 km². Em 2010 a comuna tinha 1 456 habitantes (densidade: 114,5 hab./km²).